# 한국자원봉사협회
한국자원봉사협회는 범사회적으로 확산되고 있는, 자원봉사활동을 보다 효율적으로 조정, 지원 육성함으로써 공익을 위한 자원봉사의 촉진에 기여하기 위하여, 2018년 9월에 설립 허가된, 비영리 협회이다. 사무실은 서울시 강서구 등촌동 75-1번지, 삼부 르네상스 빌딩 101호, 102호에 위치하고 있다.

## 활동
- 전국 및 지역사회 봉사활동 교육 및 소개

## 임원
- 협회장 : 남인우